# Pather Panchali
Pather Panchali (bengalí:: পথের পাঁচালী Pôther Pãchali, también conocida como La canción del camino), estrenada en 1955, es la primera película de la Trilogía de Apu del director Satyajit Ray. La película representa la vida de un niño de la India en la década de 1920.
Ray, que en aquel entonces era un director completamente desconocido, dirigió esta película con un bajo presupuesto. Después del éxito de Pather Panchali, logró una subvención del gobierno de Bengala Occidental y terminó la trilogía por orden del primer ministro de la India; esto indica el impacto cultural que alcanzó la primera película.

## Título
La palabra pather significa literalmente "del camino" en bengalí. Panchali se refiere a un tipo de canción folklórica que se cantaba en Bengala, precursora  de otro tipo de canción que se llama ŷatra. Por eso, parece que el título indica que la trama es un viejo cuento ("panchali") que tiene lugar en un pueblo (donde las únicas calles que se podían encontrar eran caminos).

## Trama
Pather Panchali es principalmente una representación de la vida en la India durante los años 1920. El foco de esta película son las vidas de Apu (nombre y apellido: Apurba Kumar Raj) y de los miembros de su familia. 
La historia narra la vida de una familia pobre de brahmanes. El padre, Hariharan, es un sacerdote que no puede ganar suficiente dinero para apoyar a su familia. La madre, Sarbajaya, tiene la responsabilidad principal de criar a su traviesa hija Durga y de cuidar a su cuñada de edad avanzada llamada Indir, cuyo espíritu independiente le irrita a veces. Con la llegada de Apu, escenas de alegría y juegos enriquecen su vida diaria, de vez en cuando interrumpida por la tragedia (p. ej. la muerte de Indir). Sin embargo, la vida es una lucha, y por eso Harihar debe encontrar un nuevo trabajo y marchar. Sarbajaya está sola, estresada y tiene que luchar por la supervivencia de su familia. Además, la vida de esta familia está marcada por la turbulencia del monzón. El desastre final, la muerte de Durga, resulta la partida de la familia desde el pueblo en busca de una nueva vida en Benarés.
La película sugiere una relación íntima entre la pérdida y el desarrollo, o entre la destrucción y la creación. Otro tema de Pather Panchali será la búsqueda del progreso (p. ej. llegada del tren al pueblo, deseos de una boda feliz).

## Estructura
Inicio: Comienza en una aldea apartada de toda civilización, con una familia pobre bengalí formada por el padre, Harihara, la madre, Sarbojaya, la hija, Durga, y el hijo en camino, Apu.
Desarrollo: Los escasos recursos económicos y la precariedad de las condiciones de vida hacen que el padre tenga que buscar trabajo fuera del hogar, mientras que la mujer se encarga de mantener a los hijos a pesar de las dificultades.
Clímax: El punto álgido de la película viene dado por la muerte de Durga.
Desenlace: La familia toma la decisión de emigrar tras la muerte de Durga con el fin de buscar su bienestar.

## Contexto sociopolítico
El 15 de agosto de 1947, la India británica dejó de existir. Se proclamó oficialmente la independencia y se formaron dos nuevos estados soberanos: India y Pakistán. 
Entre 1947 y 1950 tienen lugar algunos acontecimientos como el conflicto civil, el problema de los refugiados, el asesinato de Mahatma Gandhi el 30 de enero de 1948 y la guerra entre India y Pakistán por la cuestión de Cachemira.
El periodo comprendido entre 1950 y 1966 se caracteriza por el apogeo del Partido del Congreso, con los Gobiernos de J. Nehru y después de Shastri. Se dedicaron intensamente a la reconstrucción y desarrollo del país.
En los años posteriores la India quedó marcada por su independencia, el declive político del Partido del Congreso, la firma del Tratado con la URSS en 1971 y la pérdida de las elecciones del Congreso en 1977.
El director estaba profundamente afectado por la gente y las condiciones socioeconómicas reinantes en Bengala. Aunque sus películas tienen un interés humanista universal, la vida de las diversas clases sociales de Bengala, el conflicto de los nuevos y antiguos valores, y los efectos de las rápidamente cambiantes condiciones económicas y políticas de la India son algunos de los temas recurrentes en su obra.

## Montaje
En cuanto a la ordenación de las secuencias, la narración es lineal-cronológica, la película sigue el hilo argumental y contiene elementos de elipsis temporal sin utilizar flashbacks ni flashforwards.
Se alternan planos para conseguir la continuidad de la narración. La mayoría son largos y estáticos, lo que provoca un ritmo pausado. 
El efecto de transición más utilizado es el fundido y encadenado. En cuanto a los movimientos de cámara destacan el zum, el travelling y el tilt.

## Crítica
Pather Panchali fue reseñada mundialmente con gran alabanza.
Akira Kurosawa dijo sobre la película: "No puedo nunca olvidarme del entusiasmo [que sentía] en la cabeza después de haberlo visto. Es el tipo de cine que fluye con la serenidad y nobilidad de un gran río".
El crítico de Newsweek Jack Kroll calificó la cinta como "una de las películas debutantes más pasmosas en la historia del cine. Ray es un susto bienvenido de carne, sangre y espíritu".
Hazel Dawn del periódico LA Weekly escribió que la película fue "tan profundamente hermosa y sencillamente poética como cualquiera película que se ha hecho. Rara y preciosa".
"Este cuento, como Ray lo ha narrado, toca los ánimos y las mentes del público, sobrepasando las barreras culturales y lingüísticas," escribió más tarde James Berardinelli.
"La primera película del genial Satyajit Ray - posiblemente el director más desvergonzado y natural - es un ensueño callado sobre la vida de una familia empobrecida de brahmanes en un pueblo bengalí. Bello, a veces cómico y lleno de amor, llevó a la pantalla una nueva visión de la India," dijo Pauline Kael.
Damian Cannon resume la película: "Cuando Ray nos presenta con esta conclusión desolada, resiste la urgencia para introducir una sola escena, emoción o momento a la fuerza. Los bordes abruptos de la tensión, de la sorpresa y del terror que atacan con las uñas la estructura de Pather Panchali crecen naturalmente desde dentro de la [trama]. Algunos acontecimientos tienen lugar, y entonces las consecuencias; el destino, sea bueno o malo, llega a ser inescapable. Pather Panchali es más de una obra de ficción lírica porque Ray trata de los asuntos universales: cómo las familias se encargan de la catástrofe caprichosa, cómo la gente se hace daño uno al otro sin saber, cómo los padres aman a sus niños incondicionalmente. Pero a pesar de la perspicacia de Ray con respecto a la realidad de la India rural, un lugar de poca oportunidad, hay una distancia entre el público y el reparto. Para el público acostumbrado a la emoción primaria del cine occidental, el enfoque reservado y mudo de Ray puede dejar de conmover. Combinado con el uso extensivo de Ray del simbolismo, de lo cual alguna parte seguramente les confundirá a los extranjeros, Pather Panchali puede parecer menos del total de la crítica".

## Premios
- Medallas de oro y de plata del Presidente, Nueva Delhi, 1955.
- Medalla nacional de película para mejor película, India, 1956.
- Mejor documento del ser humano, Cannes, 1956.
- Diploma de mérito, Edimburgo, 1956.
- Mejor película, Vancouver, 1958.